# Lundbjörken
Lundbjörken är en by i Siljansnäs socken i Leksands kommun, centrala Dalarna.
Lundbjörken ligger på västra sidan om Limåviken på Siljans södra strand. Byn ligger cirka 10 kilometer väster om Siljansnäs tätort och består av enfamiljshus samt bondgårdar. Cirka 3 kilometer nordväst om byn går gränsen till Mora kommun.
Lundbjörken genomkorsas av länsväg W 938 (Leksand - Gesunda - Vika (Mora)).
Strax norr om byn reser sig Vasaberget invid Siljan. Här mynnar Vasabäcken. Lundbjörkstjärnen (170 m ö.h.) ligger strax söder om byn.